# Mary Tombiri
Mary Tombiri (* 23. Juli 1972) ist eine ehemalige nigerianische Sprinterin.
1990 gewann sie über 100 m Bronze bei den Afrikameisterschaften in Kairo.
1994 wurde sie bei den Commonwealth Games in Victoria Siebte über 100 m. In der 4-mal-100-Meter-Staffel triumphierte das nigerianische Quartett in der Besetzung Faith Idehen, Christy Opara-Thompson und Mary Onyali. Diese Stafette trat auch beim Leichtathletik-Weltcup in London für Afrika an und siegte auch dort.
1995 schied sie über 100 m bei den Leichtathletik-Weltmeisterschaften in Göteborg und gewann Bronze bei den Panafrikanischen Spielen in Harare. Bei den Olympischen Spielen 1996 erreichte sie über 100 m das Viertelfinale und kam mit der nigerianischen 4-mal-100-Meter-Stafette auf den fünften Platz.

## Bestzeiten
- 100 m: 11,25 s, 23. August 1994, Victoria
- 100 m (handgestoppt): 11,0 s, 20. Juni 1996, Lagos